# Новатор-ХНУ (Хмельницький)
«Новатор» — жіноча волейбольна команда Хмельницького національного університету. Заснована у 2016 році. У 2018—2019 роках виступала в Суперлізі України.
У дебютному сезоні 2016—17 років у вищій лізі України здобули бронзові нагороди. У сезоні 2017—18 років команда «Новатор» перемогла у вищій лізі та вийшла у Суперлігу. Протягом 2019—22 років команда виступала у першій лізі України.

## Суперліга
Склад команди у сезоні 2018/2019 (суперліга):
- Анастасія Демишина
- Валерія Нудьга
- Анастасія Грищук
- Катерина Ткаченко
- Надія Гречка
- Тетяна Хилюк [3][4]
- Дарина Мороз
- Анна Стороженко [5]
- Олена Федоряк
- Олександра Матвійчук
- Анастасія Яремчук
- Анастасія Колісецька
- Любов Альошко
- Інна Деніна [6]
- Катерина Фролова [7]
- Юлія Вітюк
- Олександра Терещук